# دیو دیویدسون (بازیکن فوتبال)
دیو دیویدسون (انگلیسی: Dave Davidson؛ زادهٔ ۴ ژوئن ۱۹۰۵) بازیکن فوتبال اهل بریتانیا است.
از باشگاه‌هایی که در آن بازی کرده‌است می‌توان به باشگاه فوتبال لیورپول، باشگاه فوتبال نیوکاسل یونایتد، باشگاه فوتبال هارتل پول یونایتد، و باشگاه فوتبال گیتزهد اشاره کرد.